# David Groh
David Lawrence Groh (Brooklyn (New York), 21 mei 1939 – Los Angeles, 12 februari 2008) was een Amerikaans acteur.

## Biografie
Groh heeft de high school doorlopen aan de Brooklyn Technical High School, om hierna in 1957 naar de Brown-universiteit in Providence (Rhode Island) te gaan waar hij zijn diploma haalde in Engelse literatuur. Hij kreeg een volledige beurs om te gaan studeren aan de London Academy of Music and Dramatic Art in Londen. Groh nam dienst in de United States Army van 1963 tot en met 1964 om daarna terug te gaan naar New York om acteren te leren aan de Actors Studio.
Groh begon in 1968 met acteren in de televisieserie Dark Shadows. Hierna heeft hij nog meerdere rollen gespeeld in televisieseries en films zoals Rhoda (1974-1977), Police Story (1975-1977), General Hospital (1983-1985), Melrose Place (1995-1996) en V.I.P. (1998-2001).
Groh was ook actief in het theater, hij maakte in 1978 zijn debuut met het toneelspel Chapter Two op Broadway. Daarna heeft hij nog meerdere rollen gespeeld zoals in King Lear (1982), Be Happy for Me (1986), Road Show (1987), Beyond a Reasonable Doubt (1989), The Twilight of the Golds (1993), The Waverly Gallery (2002), Gangster Planet (2002), Blackout (2003) en andere. Hij was het meest actief in New York en Los Angeles.
Groh was een fervent verzamelaar van antieke meubels, hij verzamelde dit in zijn tweede huis in Connecticut. Hij woonde echter voornamelijk in Santa Monica (Californië), samen met zijn derde vrouw, en zijn zoon uit zijn tweede huwelijk. Groh overleed op 12 februari 2008 aan niercelkanker in een ziekenhuis in Los Angeles op 68-jarige leeftijd.

## Filmografie

### Films
Selectie:
- 2006 Jane Doe: The Harder They Fall – als Melville Horning
- 1995 Get Shorty – als Buddy Lupton

### Televisieseries
Uitgezonderd eenmalige gastrollen.
- 2003 – 2007 Girlfriends – als Michael Goldberg – 2 afl.
- 1990 – 2004 Law & Order – als dr. Jacob Lowenstein - 2 afl.
- 2001 Black Scorpion – als luitenant Stan Walker – 21 afl.
- 1998 – 2001 V.I.P. – als Don Franco – 5 afl.
- 1991 Baywatch – als Frank Larkin - 2 afl.
- 1995 – 1996 Melrose Place – als Vince Parezi – 3 afl.
- 1983 – 1985 General Hospital – als D.L. Brock - 3 afl.
- 1978 Another Day – Don Gardner – 3 afl.
- 1974 – 1977 Rhoda – als Joe Gerard – 55 afl.
- 1967 Love Is a Many Splendered Thing – als Simom Ventnor - ? afl.

### Computerspellen
- 1996 Voyeur II – als Sylvio Donato
- 1995 Panic in the Park – als Peter Potter

- Library of Congress Control Number: no2009070706
- Nationale Bibliotheek van Israël: 987007320405705171
- Virtual International Authority File: 88484444
- WorldCat: E39PBJghqpqtW7KJDcD6h7gh73